# Holomelaena discostriga
Holomelaena discostriga är en fjärilsart som beskrevs av George Francis Hampson. Holomelaena discostriga ingår i släktet Holomelaena och familjen nattflyn. Inga underarter finns listade i Catalogue of Life.